# Some Other Time
Some Other Time — студийный альбом американской певицы и пианистки Дайан Шуур, выпущенный в 2008 году на лейбле Concord Records. Для записи альбома певица выбрала композиции из «Великого американского песенника».

## Отзывы критиков
| Оценки критиков | Оценки критиков |
| Источник        | Оценка          |
| --------------- | --------------- |
| AllMusic        | [ 1 ]           |

Вудроу Уилкинс из All About Jazz написал: «Для тех, кто давно не слышал Шуур, альбом станет отличным способом заново познакомиться с её музыкой. А тем, кто уже был в курсе её творчества, альбом позволит взглянуть на то, что вдохновляет её». В своей рецензии для AllMusic Джефф Тамаркин отметил, что здесь Дайан Шуур смягчает свою вокальную театральность, которая в прошлом могла испортить некоторые из её записей, и сохраняет стабильный, чистый и жизнерадостный тон. Он посчитал, что это хороший шаг, так как одним из достоинств Шуур является её многооктавный диапазон, но она часто слишком полагалась на него в ущерб песне, которую исполняла. Обозреватель Billboard написал: «Материал прекрасно сочетается с чистым и уверенным голосом Шуур. Её исполнение немного более сдержанное, чем обычно в более ориентированной на поп-музыку части её репертуара, но тонкая работа аккомпанирующего квартета по-прежнему дает Шуур много возможностей петь с таким сердцем, которое подчеркивает личную природу проекта».

## Список композиций
1. «Nice Work If You Can Get It» (Джордж Гершвин, Айра Гершвин) — 3:27
2. «Beginner’s Luck» (Джордж Гершвин, Айра Гершвин) — 4:21
3. «They Say It’s Wonderful» (Ирвинг Берлин) — 4:49
4. «Some Other Time» (Сэмми Кан, Джул Стайн) — 4:51
5. «Blue Skies» (Ирвинг Берлин) — 4:03
6. «Without a Song» (Эдвард Элиску, Винсент Юманс) — 3:40
7. «It’s Magic» (Сэмми Кан, Джул Стайн) — 3:45
8. «Taking a Chance on Love» (Вернон Дюк, Тед Феттер, Джон Латуш) — 4:54
9. «The Good Life» (Джек Рирдон) — 3:53
10. «If Someone Had Told Me» (Питер Де Роуз, Чарльз Тобиас) — 3:39
11. «My Favorite Things» (Оскар Хаммерстайн II, Ричард Роджерс) — 3:56
12. «September in the Rain» (Гарри Уоррен) — 2:03
13. «Danny Boy» (Фредерик Эдвард Уэзерли) — 3:33

## Чарты
| Чарт (2008)                                 | Высшая позиция |
| ------------------------------------------- | -------------- |
| США (Billboard Top Jazz Albums)             | 19             |
| США (Billboard Top Traditional Jazz Albums) | 11             |

## Участники записи
- Аранжировка — Рэнди Портер
- Бас-гитара — Скотт Стид
- Вокал, аранжировка — Дайан Шуур
- Гитара — Дэн Балмер
- Ударные — Реджи Джексон
- Фортепиано — Дайан Шуур, Рэнди Портер